# 南海ED5151形電気機関車
南海ED5151形電気機関車（なんかいED5151がたでんききかんしゃ）は、南海電気鉄道（南海）が所有していた直流用電気機関車である。

## 概要
南海が1943年から東京芝浦電気（現、東芝）にて製作した直流用電気機関車である。いわゆる東芝40t標準型と呼ばれるタイプの、本来は架線電圧1500V対応の電気機関車であり従来の南海型と呼ばれた電気機関車とは一線を画す存在だった。しかし、南海型と同じく車体は凸型だったため混用されても違和感はなかった。

## 変遷
1943年、南海の前身・南海鉄道が戦時下の貨物需要の増大に対処すべく南海本線にて使用するため東芝にて1両製作した。戦時下のため南海独自設計ではなく、東芝40t標準型の導入となりED5151形という形式も用意されていた。ところが、折しも加太支線の東松江駅近くの軍需工場関連の物資輸送のために東松江駅と山手線（旧・阪和電気鉄道線）の六十谷駅を結ぶ貨物線を建設する計画が持ち上がった。このため、予定を変更し新製の電気機関車は山手線に配属され、形式・車番も阪和と南海の流儀を折半したED1150形ED1151となった。当時南海本線は架線電圧が直流600V、山手線は直流1,500Vであったが、本形式は本来直流1,500V対応として設計されていたため、使用に問題はなかった。
翌1944年、山手線は戦時国家買収の対象となり阪和線となった。ED1151は買収対象から外れて南海に引き上げられ、そのままの車番で当初の予定通り南海本線にて終戦前後の貨物輸送にあたるようになった。東芝40t標準型は定格速度が低いものの大出力で使いやすかったため3両を増備することになり、1948年にED5151形ED5152 - 5154が製作された。しかし、ED5154は傾斜生産方式の政策の下で最重要産業の一つとなっていた三井三池炭鉱の生産力強化のために三井三池港務所専用鉄道に譲渡することになり、書類上は一旦南海籍に入っているものの実車は一度も南海に来ることなく、同鉄道に在籍していた同型機（Nos.17 - 19）の続番が与えられてNo.20となった。また、翌1949年にED1151はED5151へ改番され、ED5151形に編入されている。その後、1971年には3両とも貨物列車の集約に伴う長大編成化に対応して、重連対応化改造工事を施工されている。
1973年の南海線の架線電圧昇圧（直流600Vから直流1,500Vへ）に際し、貨物輸送の減少が著しくなっていたことから電気機関車については昇圧改造施工を最小限にとどめ、大半を廃車することとなった。本形式は本来直流1,500V対応として設計されていて昇圧改造が容易であることからED5201形とともに残存することになった。昇圧後は2両が天王寺駅 - 貝塚駅間（天王寺支線経由）の貨物列車牽引を重連で、1両は和歌山市駅の入れ換えや築港町駅発着貨物の輸送を担当した。しかし、この状況は長くは続かなかった。
1977年に和歌山付近を除いて貨物取り扱いが廃止となったため天王寺駅発着の貨物列車が廃止となった。ED5151形は3両とも余剰となり、翌1978年8月16日付で全車が廃車され形式消滅となった。

## 主要諸元
（以下は5151号が1151号から改番した当時のもの）
- 全長：11,000mm
- 全幅：2,880mm（5152と5153号は2740mm）
- 全高：4,100mm
- 運転整備重量：40.0t
- 電気方式：直流600V（架空電車線方式）
- 軸配置：B-B
- 台車形式：東芝S10[2]
- 主電動機：MT40形（110kW）×4基
  - 歯車比：79:17（改造後は1：3.17）
  - 1時間定格出力：440kW
  - 1時間定格引張力：4520kg
  - 1時間定格速度：35.0km/h
- 動力伝達方式：歯車1段減速、吊り掛け駆動方式
- 制御方式：重連総括制御、抵抗制御、2段組み合わせ制御
- 制御装置：電磁空気単位スイッチ式
- ブレーキ方式：EL-14B空気ブレーキ、手ブレーキ